# Aristida glabrata
Aristida glabrata är en gräsart som först beskrevs av George Vasey, och fick sitt nu gällande namn av Albert Spear Hitchcock. Aristida glabrata ingår i släktet Aristida och familjen gräs. Inga underarter finns listade i Catalogue of Life.